# Shō Jun (1660-1706)
Pour les articles homonymes, voir Shō Jun.
Shō Jun (尚純, 1660-1706) est un prince héritier du royaume de Ryūkyū, fils du roi Shō Tei.
À l'âge de 9 ans il est nommé prince de Nakagusuku, et reçoit les magiri de Sashiki et Nakagusuku pour domaines. 
Il meurt en 1706 avant de pouvoir accéder au trône, et est enterré au mausolée royal de Tamaudun.